# Artenay
 Artenay  es una población y comuna francesa, situada en la región de Centro, departamento de Loiret, en el distrito de Orleans y cantón de Artenay.

## Demografía
| 1325 | 1514 | 1589 | 1939 | 2008 | 1945 |
| Para los censos de 1962 a 1999 la población legal corresponde a la población sin duplicidades (Fuente: INSEE [Consultar]) |      |      |      |      |      |